# Harald Reuter
Harald Reuter (* 25. März 1934 in Düsseldorf; † 23. Februar 2022) war ein deutsch-schweizerischer Mediziner und Pharmakologe. Er führte grundlegende Untersuchungen zu Calcium-Ionenkanälen am Herzen durch.

## Leben
Reuter studierte Medizin in Freiburg im Breisgau und Innsbruck und wurde 1960 am Pharmakologischen Institut der Universität Mainz promoviert. Danach war er in Assistent in Mainz und forschte in dieser Zeit auch bei Silvio Weidmann am Physiologischen Institut der Universität Bern, wo er sich mit Elektrophysiologie des Herzens befasste. 1965 habilitierte er sich in Mainz. 1969 wurde er Professor für Pharmakologie in Bern. Ab 1972 war er Direktor des Pharmakologischen Instituts in Bern. 1983 bis 1985 war er Dekan der medizinischen Fakultät. 1999 wurde er emeritiert. Er war mehrfach zu Forschungsaufenthalten in den Vereinigten Staaten (1967/68 Mayo Clinic als Assistant Professor, 1971, 1978/79 und 1986 an der Yale University und 1992 bis 2002 an der Stanford University) und er war Gastprofessor in Japan (Japan Society for the Promotion of Science), Großbritannien (British Council), am Biocenter Basel (1986/87) und China (Peking).
Er engagierte sich für Menschenrechte, wozu er eine Kommission im Rahmen des Rats der wissenschaftlichen Akademien der Schweiz (CASS) gründete.
Ab 1987 war Harald Reuter Schweizer Staatsbürger.

## Werk
Reuters Forschungsarbeiten betreffen grundlegende Fragen der Herzfunktion. 1967 beschrieb er erstmals den Kalzium-Einwärtsstrom durch die Zellmembranen am Herzen und seine Beeinflussung durch Adrenalin. Der Kalzium-Strom ist für die Kontraktion des Herzens wesentlich und wird beeinflusst durch Arzneimittel wie Calciumantagonisten. 1968 beschrieb er mit N. Seitz erstmals den Natrium/Kalzium-Austausch am Herzen, der hauptsächlich Kalzium aus den Herzzellen wieder hinaus transportiert und wesentlich ist für die Wirkungsweise der Herzglykoside. Auch später befasste er sich mit Kalzium-Ionenkanälen am Herz und im Nervensystem. Zum Beispiel beschrieben er und seine Mitarbeiter die molekulare Regulation der Kanäle, durch die der Kalzium-Einstrom in die Herzzellen erfolgt, durch Calmodulin. In einer Arbeit mit G.W. Beeler entwickelte er ein theoretisches Modell des Aktionspotentials am Herzen. In späteren Versuchsansätzen mit optischen Methoden hat er, in Zusammenarbeit mit Kollegen in Stanford, die Zirkulation von Neurotransmitter-haltigen Vesikeln in Synapsen von Nervenzellen gemessen. Die Freisetzung von Neurotransmittern aus den Vesikeln ist grundlegend für die Kommunikation zwischen Nervenzellen.

## Ehrungen und Mitgliedschaften
- 1984 Marcel-Benoist-Preis
- 1984 Ciba-Geigy Drew Award in Biomedical Research
- 1984 Award for Outstanding Research der International Society for Heart Research
- 1987 Schmiedeberg-Plakette der Deutschen Pharmakologischen Gesellschaft
- 1988 Jonathan-Magnes-Preis der Hebrew University
- 1993 K. S. Cole Award der Biophysical Society
- 2002 Ernst-Jung-Goldmedaille in Medizin
- 2010 Ehrendoktor der Universität Basel.[8]

Er war gewähltes Mitglied der folgenden wissenschaftlichen Akademien: Academia Europaea (1989); European Academy of Sciences and Arts (1997); Deutschen Akademie der Naturforscher Leopoldina (1993); Académie Royale de Médecine de Belgique (Ehrenmitglied) (2001); Schweizerische Akademie der Medizinischen Wissenschaften (Einzelmitglied (1995), Ehrenmitglied (2010)); National Academy of Sciences (Foreign Member) (1997).